# جو برمنغهام
جو برمنغهام (بالإنجليزية: Joe Birmingham)‏ هو لاعب كرة قاعدة أمريكي، ولد في 6 أغسطس 1884 في إلميرا في الولايات المتحدة، وتوفي في 24 أبريل 1946 في تامبيكو في المكسيك.

## وصلات خارجية
- جو برمنغهام على موقعبيزبول رفرنس.كوم (الدوري الرئيسي) (الإنجليزية)
- جو برمنغهام على موقعبيزبول رفرنس.كوم (الدوري الثانوي) (الإنجليزية)